# Krypton Faktor
Krypton Faktor war der Titel einer Fernsehshow auf dem deutschen Privatsender Sat.1, die von Jörg Draeger moderiert wurde. Die Sendung wurde im Jahr 1991 ausgestrahlt und umfasste 13 Folgen.
Jeweils vier Kandidaten stellten sich in den Kategorien „Flexibles Denken“, „Reaktion“, „Wahrnehmung“, „Intelligenz“, „Fitness“, „Logik“, „Koordination“ und „Allgemeinwissen“ den höchst anspruchsvollen Aufgaben.
Höhepunkt der Sendung war ein Hindernisparcours, welcher in einem stillgelegten Hüttenwerk, dem jetzigen Landschaftspark Duisburg-Nord, im Duisburger Stadtteil Obermeiderich absolviert werden musste. Ebenso mussten die Kandidaten eine Landung in einem Flugsimulator bewältigen.
In der letzten Folge der Sendung gab es das große Finale, in dem ein Kandidat den Höchstgewinn von 100.000 DM gewann.
Die deutsche Version konnte an den Erfolg des englischen Originals, das bereits Jahre zuvor in Großbritannien unter dem Titel Krypton Factor mit großem Erfolg ausgestrahlt wurde, nicht anknüpfen und wurde nach nur 13 Folgen eingestellt. Die Titelmelodie und das begleitende Thema wurde von Klaus-Peter Sattler komponiert.